# Géomorphologie du Brésil
La géomorphologie du Brésil est caractérisée par la très grande ancienneté de ses terrains géologiques et une certaine diversification, étant donné l'étendue de son secteur territorial. Il n'existe pas, néanmoins, de chaînes orogéniques modernes, datées du Mésozoïque, comme les Andes, les Alpes et l'Himalaya. C'est pourquoi un des traits principaux de la géomorphologie du Brésil est la modestie de ses altitudes. Rares sont les points où le relief dépasse deux mille mètres d'altitude ; les plus grandes altitudes isolées se trouvent à la frontière nord du pays, alors que les plus grandes moyennes régionales sont dans la région du Sud-Est, notamment aux limites des Minas Gerais et de Rio de Janeiro. Les roches les plus anciennes intègrent des secteurs de bouclier cristallin, représentées par les cratons : de l'Amazone, des Guyanes, de San Francisco, de Luís Alves/Rio de La Plata, accompagné par des bandes étendues mobiles du protérozoïque. L'existence de ces cratons est à l'origine d'une autre caractéristique géologique très importante du territoire : sa stabilité.
Au Brésil, en effet, les grandes secousses telluriques ou les séismes sont rares et il n'existe pas d'activité volcanique importante. Les parties plus accidentées du relief résultent de plissements ou de déformations anciennes de la croûte, datés du protérozoïque (bandes mobiles). Les secteurs à couvertures sédimentaires sont représentés par trois grands bassins sédimentaires : Bassin amazonien, Bassin du Paraná et Bassin du Parnaíba, tous présentant des roches d'âge paléozoïque.

## Source
- (pt) Cet article est partiellement ou en totalité issu de l’article de Wikipédia en portugais intitulé « Geomorfologia do Brasil » (voir la liste des auteurs).